# San Pio delle Camere
San Pio delle Camere – miejscowość i gmina we Włoszech, w regionie Abruzja, w prowincji L’Aquila.
Według danych na rok 2004 gminę zamieszkiwały 554 osoby, 32,6 os./km².